# 신세계로부터 (예능 프로그램)
《신세계로부터》는 2021년 11월부터 공개된 대한민국의 넷플릭스 예능이다.

## 등장 인물
- 이승기
- 은지원
- 카이
- 박나래
- 조보아
- 김희철

## 줄거리
섬을 배경으로 펼쳐지는 예능